# Geophis juliai
Geophis juliai — вид змій родини полозових (Colubridae). Ендемік Мексики.

## Поширення і екологія
Geophis juliai мешкають в регіоні Лос-Тустлас на півдні штату Веракрус. Вони живуть у вологих рівнинних тропічних лісах. Зустрічаються на висоті від 100 до 600 м над рівнем моря.

## Збереження
МСОП класифікує цей вид як вразливий. Geophis juliai загрожує знищення природного середовища.